# Risti (Dorf)
Koordinaten: 59° 0′ N, 24° 3′ O
Risti ist ein Dorf (estnisch alevik) in der Landgemeinde Lääne-Nigula im estnischen Kreis Lääne. Bis 2013 war es der Hauptort der nunmehr aufgelösten gleichnamigen Landgemeinde Risti (Risti vald).

## Beschreibung und Geschichte

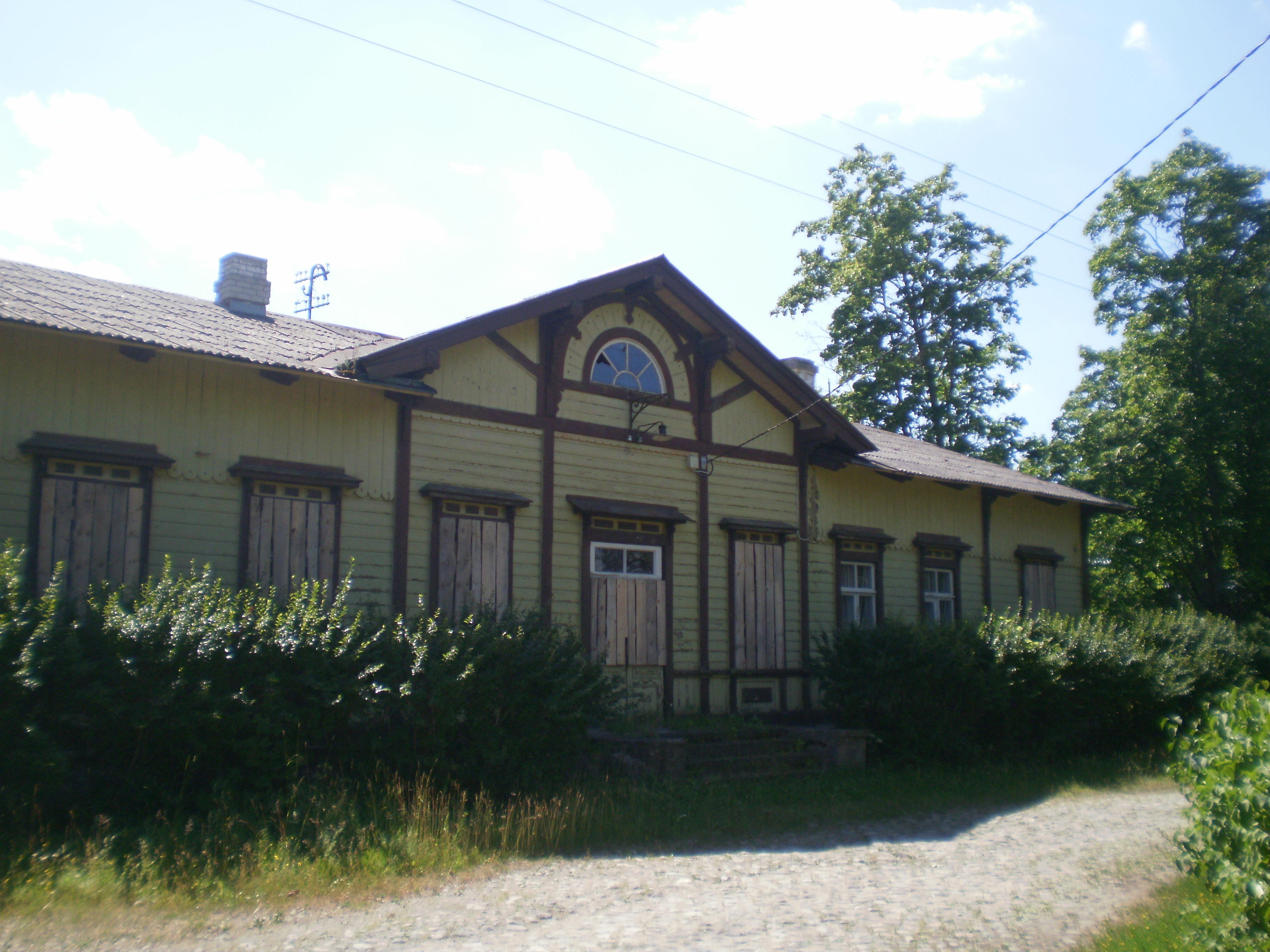
Ehemaliges Bahnhofsgebäude

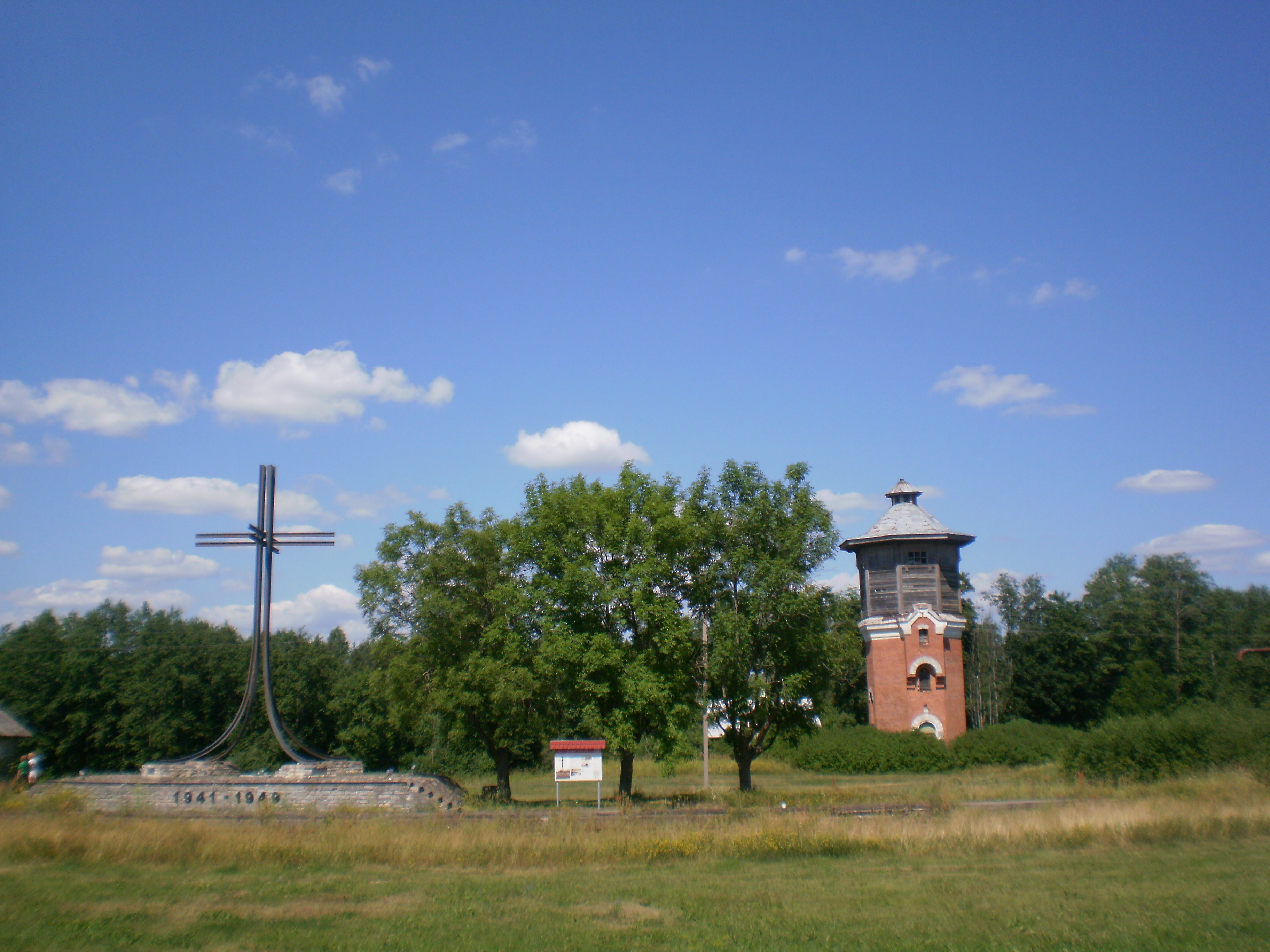
Denkmal für die Deportierten West-Estlands

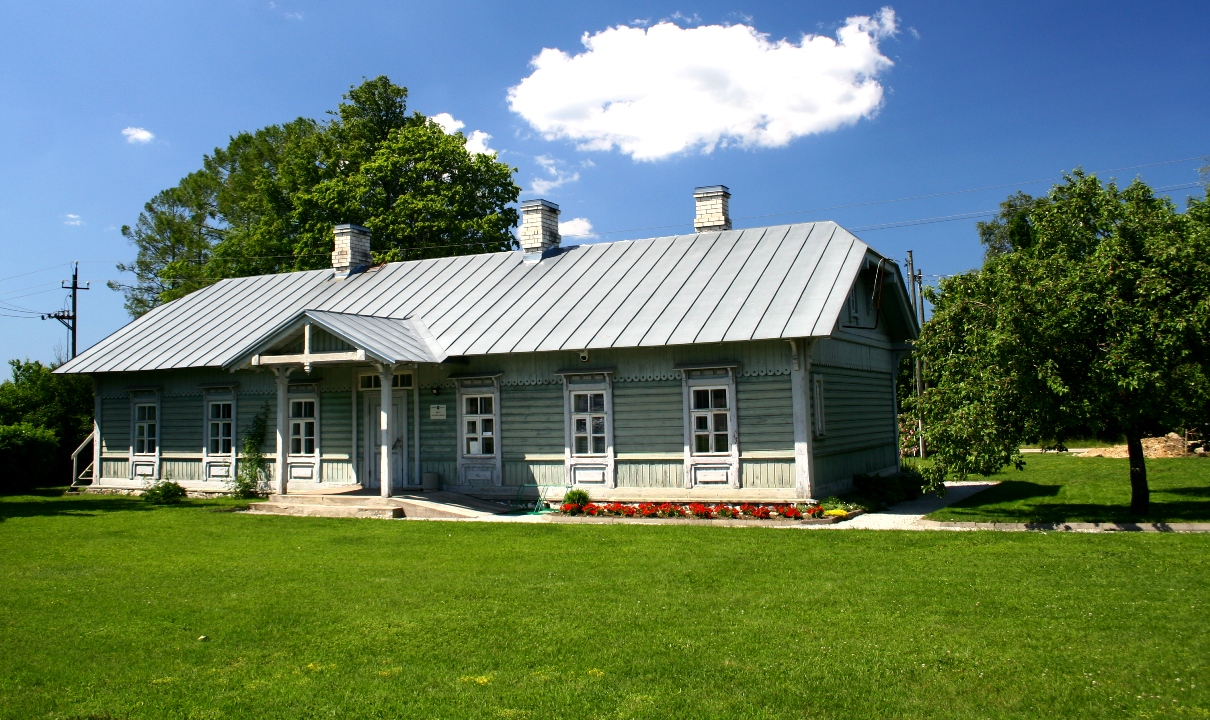
Dorfbibliothek

Das Dorf hat 532 Einwohner (Stand 31. Dezember 2011). Er liegt etwa dreißig Kilometer nordöstlich der Stadt Haapsalu. Westlich des Ortes fließt der Fluss Vihterpalu (Vihterpalu jõgi).
Der Name des Ortes (zu deutsch „Kreuz“ oder „Kreuzung“) stammt von seiner Lage am Schnittpunkt der Überlandstraßen Tallinn-Haapsalu und Piirsalu-Lihula. Seine Geschichte ist eng mit dem Postweg verbunden, der von der estnischen Hauptstadt Tallinn über Virtsu nach Kuressaare auf der Insel Saaremaa führte. Ende 1855 wurde die Poststation von Risti eingeweiht.
Der heutige Ort Risti entstand Anfang des 20. Jahrhunderts mit dem Bau der Eisenbahnstrecke von Keila nach Haapsalu (1903–1905). Er wuchs in den ersten Jahrzehnten stark an. Mit Fertigstellung der wirtschaftlich bedeutenderen Schmalspurbahn von Rapla zum Fährhafen Virtsu 1931 verlor Risti dann aber seine strategische Bedeutung. Die Poststation in Risti wurde am 1. Mai 1934 geschlossen, der Bahnhof 2004.

## Denkmal für die Deportierten West-Estlands
Am ehemaligen Bahnhofsgebäude mit seinen beiden Bahnsteigen befindet sich das 1999 eingeweihte Denkmal Raudteerööpad mäletavad... („Eisenbahnschienen erinnern...“). Es ist den Opfern der sowjetischen Deportationen aus West-Estland gewidmet, die zwischen 1941 und 1949 ins Innere der Sowjetunion verbracht wurden. Das Memorial ist ein Entwurf des estnischen Künstlers Viljar Ansko.
Auf einer Marmortafel ist die mehrsprachige Inschrift angebracht
LÄÄNE-EESTIST KÜÜDITATUTE MÄLESTUSEKS
IN MEMORY OF THE DEPORTED PERSONS FROM WEST ESTONIA
ZUM ANDENKEN AN DIE VERSCHLEPPTEN AUS WESTESTLAND
В ПАМЯТЬ ВЫСЕЛЕННЫМ ИЗ ЗАПАДНОЙ ЭСТОНИЙ
Über 3.000 Menschen aus der Region wurden in der Zeit des Stalinismus über die Bahnstrecke nach Sibirien deportiert. Im März 1949 wurde auf dem Bahnhof von Risti der Deportationszug Nr. 97308 zusammengestellt. 210 Männer, 506 Frauen und 311 Kinder aus West-Estland wurden damals von den sowjetischen Besatzungsbehörden in Viehwagons in die Kleinstadt Tscherepanowo in der Oblast Nowosibirsk verschleppt.

## Persönlichkeiten
- Mihkel Truusööt (1903–1993), Politiker und Unternehmer